# Довгая, Ксения Игоревна
Ксе́ния И́горевна До́вгая (род. 2 декабря 1999, Нижневартовск, Тюменская область) — российская биатлонистка, двукратная чемпионка России. Мастер спорта России (2017).

## Биография
Родилась в Нижневартовске в семье тренеров по волейболу. В детстве увлекалась различными видами спорта: ушу, плаванием, лыжными гонками. С первого класса школы стала заниматься биатлоном у Рената Ильдусовича Абдуллина, позднее начала работать у Анатолия Алексеевича Архипова, который по-прежнему является её личным тренером.
До 2025 года выступала за родной Ханты-Мансийский автономный округ, ныне представляет Тюменскую область.

### Спортивная карьера
Неоднократно становилась победительницей и призёром всероссийских соревнований среди юниорок.
Дебютировала на международных соревнованиях в январе 2019 года на юниорском первенстве мира в словацком Брезно-Осрбли, но высоких результатов там не показала. В марте того же года на чемпионате Европы среди юниоров вместе с Игорем Малиновским выиграла одиночную смешанную эстафету. Также принимала участие на этапах юниорского Кубка IBU, где отметилась одной бронзовой медалью в составе смешанной эстафеты.
Первый успех на взрослом уровне пришёл на чемпионате России 2021 года, на котором Довгая стала первой в составе эстафетной команды Югры.
В августе 2021 года участвовала на летнем чемпионате мира среди юниорок, где стала 4-й в суперспринте и 7-й в спринте.
В сезоне 2022/23 одержала первую в карьере личную победу на взрослом уровне, выиграв золото гонки преследования на этапе Кубка России в Дёмино. Также в активе Ксении две бронзы чемпионата страны в эстафетах.
В марте 2024 года вновь одержала победу в составе югорской команды на чемпионате России в эстафете.

## Личная жизнь
Состоит в отношениях с биатлонистом Даниилом Серохвостовым.